# العلاقات الغيانية المصرية
العلاقات الغيانية المصرية هي العلاقات الثنائية التي تجمع بين غيانا ومصر.

## مقارنة بين البلدين
هذه مقارنة عامة ومرجعية للدولتين:
| وجه المقارنة                                              | غيانا        | مصر           |
| --------------------------------------------------------- | ------------ | ------------- |
| المساحة (كم2)                                             | 214.97 ألف   | 1.01 مليون    |
| عدد السكان (نسمة)                                         | 777.86 ألف   | 94.80 مليون   |
| الكثافة السكانية (ن./كم²)                                 | 3.62         | 93.86         |
| العاصمة                                                   | جورج تاون    | القاهرة       |
| اللغة الرسمية                                             | لغة إنجليزية | اللغة العربية |
| العملة                                                    | دولار غياني  | جنيه مصري     |
| الناتج المحلي الإجمالي (بليون دولار)                      | 3.68 مليار   | 235.37 مليار  |
| الناتج المحلي الإجمالي (تعادل القوة الشرائية) بليون دولار | 5.77 مليار   | 998.67 مليار  |
| الناتج المحلي الإجمالي الاسمي للفرد دولار أمريكي          | 4.13 ألف     | 3.61 ألف      |
| الناتج المحلي الإجمالي للفرد دولار أمريكي                 |              |               |
| مؤشر التنمية البشرية                                      |              | 0.690         |
| رمز المكالمات الدولي                                      | +592         | +20           |
| رمز الإنترنت                                              | .gy          | .eg، .مصر     |
| المنطقة الزمنية                                           | 00           | ت ع م+02:00   |

## منظمات دولية مشتركة
يشترك البلدان في عضوية مجموعة من المنظمات الدولية، منها:
| علم المنظمة | اسم المنظمة                               | تاريخ انضمام غيانا | تاريخ انضمام مصر |
| ----------- | ----------------------------------------- | ------------------ | ---------------- |
|             | مؤسسة التنمية الدولية                     | 4 يناير 1967       | 26 أكتوبر 1960   |
|             | يونسكو                                    | 21 مارس 1967       | 22 يناير 1947    |
|             | وكالة ضمان الاستثمار متعدد الأطراف        | 18 يناير 1989      | 12 أبريل 1988    |
|             | الأمم المتحدة                             | 20 سبتمبر 1966     | 24 أكتوبر 1945   |
|             | الاتحاد البريدي العالمي                   | ?                  | ?                |
|             | البنك الدولي للإنشاء والتعمير             | 26 سبتمبر 1966     | 27 ديسمبر 1945   |
|             | الاتحاد الدولي للاتصالات                  | 8 مارس 1967        | 9 ديسمبر 1876    |
|             | مؤسسة التمويل الدولية                     | 4 يناير 1967       | 20 يوليو 1956    |
|             | المركز الدولي لتسوية المنازعات الاستشارية | 10 أغسطس 1969      | 2 يونيو 1972     |
|             | منظمة التجارة العالمية                    | ?                  | 30 يونيو 1995    |
|             | منظمة الشرطة الجنائية الدولية             | ?                  | 7 سبتمبر 1923    |

## وصلات خارجية
- موقع وزارة الخارجية الغيانية
- موقع وزارة الخارجية المصرية